# Anis
Anis (Pimpinella anisum) er en énårig plante tilhørende skærmplante-familien.